# Fishbone (Band)
Fishbone ist eine amerikanische Funk-Rock-Band, die 1979 in Los Angeles, Kalifornien gegründet wurde.

## Bandgeschichte
Fishbone spielte am Anfang eine Mischung aus Ska und Funk; alle sechs Bandmitglieder waren als Songwriter tätig. Dies führte dazu, dass sich die Band mit ihrem persönlichen, sehr eigenwilligen Stil (und auch Dank einer verrückten und wilden Live-Show) schnell einen Namen in der lokalen Szene machte.
Es dauerte bis 1985, dass Fishbone Material auf einem Tonträger veröffentlichte. Die EP Fishbone enthält sechs Songs, die heute noch zum besten Material der Band gezählt werden. 1986 folgte  mit dem Album In Your Face die musikalische und inhaltliche Fortsetzung. Im Jahr 1988 beschäftigte sich Fishbone auf dem Album Truth and Soul erstmals ausgiebig mit ernsten Themen wie Rassismus oder Faschismus, außerdem begann die Band, mit vielen verschiedenen Stilen zu experimentieren. 1989 nahm Fishbone den Gitarristen John Bigham als siebtes Mitglied und zusätzlichen Gitarristen und Songschreiber auf.
1991 erschien The Reality of My Surroundings, das bis heute kommerziell erfolgreichste Album. Die Songs Everyday Sunshine und Sunless Saturday verbuchten erstmals Erfolge in den Charts und auf MTV.
Mit Give a Monkey a Brain and He’ll Swear He’s the Center of the Universe von 1993 hatte Fishbone ihren musikalischen Höhepunkt erreicht. Das Album begann mit krachenden Metal-Riffs und bot in weiteren Songs ebenso perfekt gespielten Ska, Funk, Soul, Reggae, Hardcore Punk und ein an Gospel angelehntes Stück (No Fear). Trotz des kreativen Höhepunkts und dem Auftreten der Band auf dem Lollapalooza-Festival war Give a Monkey … kein so großer Erfolg wie sein Vorgänger, so dass Columbia Records den bestehenden Vertrag beendete.
Es folgte der Ausstieg zweier Mitglieder: Kendall Jones verließ die Band bereits 1993 kurz nach der Veröffentlichung von Give a Monkey …, da der inzwischen streng religiös eingestellte Jones seine Mitgliedschaft bei Fishbone nicht länger mit seinem Glauben vereinbaren konnte. Multitalent Chris Dowd verließ die Band Ende 1994, weil er mit ihrem Werdegang nicht mehr glücklich war; Dowd wollte wieder mehr den alten Fishbone-Sound spielen, besonders den Ska und Reggae, was sich aber nicht mit dem immer Metal- und Punk-lastigeren Weg der anderen Bandmitglieder vereinbaren ließ.
In der Folge veröffentlichten die fünf verbliebenen Mitglieder 1996 das extrem wütende, raue und chaotische Album Chim Chim’s Badass Revenge. Die Platte litt unter eher schlechter Produktion und fehlender Promotion durch das neue Label. Viele Fans halten CCBR jedoch aufgrund seiner unglaublichen Wut und Energie trotzdem für ein Meisterwerk der Band.
Chim Chim’s Badass Revenge sollte das letzte Fishbone-Album mit John Bigham und Fish sein. Gitarrist Bigham ging 1997, um eine eigene Band zu gründen. Schlagzeuger Fish verließ die Band nach 19 Jahren im Jahre 1998 aus Frustration über die Entwicklung der Band, die seiner Meinung nach immer härter arbeitete und mehr und mehr Konzerte gab, nur um weniger angesehen und so gut wie kaum bezahlt zu werden. Nach einigen hektischen Mitglieder-Wechseln kamen Gitarrist Spacey T und Schlagzeuger John Steward sowie John McKnight (als Ersatz für Chris Dowd) neu zu Fishbone.
2000 bekam die Band einen Vertrag beim Label Hollywood Records und nahm ein Allstar-Album mit diversen Freunden aus der Musikszene, wie z. B. George Clinton, Gwen Stefani, John Frusciante und Chad Smith, auf. Auch dieses (wieder sehr locker und positiv klingende) Album wurde allerdings nicht stark promotet und kein großer Erfolg.
2002 erschien das Album Live at the Temple Bar and More, ein Live-Album, auf dem nur neue Stücke enthalten waren. Anfang 2003 verließen Spacey T und Walter Kibby, Gründungsmitglied und Liebling der Fans, die Band.
Nach einer kurzen Pause kehrten Fishbone 2004 zurück. Die verbliebenen Angelo Moore, Norwood Fisher, John Steward und John McKnight spielten nun mit den neuen Mitgliedern Rocky George (Gitarre, vormals Suicidal-Tendencies-Mitglied), Tori Ruffin (zweite Gitarre), „Pastor“ Dre Holmes (Trompete, Gesang) und Dre Gipson (Keyboard). Mit dem neuen Lineup befand sich Fishbone erneut auf ausgiebiger Tournee.

## Diskografie

### Alben
| Jahr | Titel                                                                 | Höchstplatzierung, Gesamtwochen, AuszeichnungChartsChartplatzierungen (Jahr, Titel, Platzierungen, Wochen, Auszeichnungen, Anmerkungen) | Anmerkungen |
| Jahr | Titel                                                                 | US | Anmerkungen |
| ---- | --------------------------------------------------------------------- | --- | ----------- |
| 1988 | Truth and Soul                                                        | US153 (9 Wo.)US |             |
| 1991 | The Reality of My Surroundings                                        | US49 (10 Wo.)US |             |
| 1993 | Give a Monkey a Brain and He’ll Swear He’s the Center of the Universe | US99 (4 Wo.)US |             |
| 1996 | Chim Chim’s Bad Ass Revenge                                           | US158 (1 Wo.)US |             |

Weitere Alben
- 1986: In Your Face
- 2000: Fishbone and the Familyhood Nextperience Presents: The Psychotic Friends Nuttwerx
- 2006: Still Stuck in Your Throat

### Livealben
- 2002: Live at the Temple Bar and More
- 2005: Live in Amsterdam
- 2009: Fishbone Live (in Bordeaux)
- 2012: Live at The Independent

### Kompilationen
- 1988: Fishbone
- 1993: Singles (nur in Japan)
- 1996: Fishbone 101: Nuttasaurusmeg Fossil Fuelin’ the Fonkay
- 2003: The Essential Fishbone

### EPs
- 1985: Fishbone
- 1987: It’s a Wonderful Life
- 1990: Set the Booty Up Right
- 2002: Fishbone and the Familyhood Nextperience Present: The Friendliest Psychosis of All
- 2011: Crazy Glue
- 2014: Intrinsically Intertwined

### Singles
| Jahr | Titel Album                                                                | Höchstplatzierung, Gesamtwochen, AuszeichnungChartsChartplatzierungen (Jahr, Titel, Album, Platzierungen, Wochen, Auszeichnungen, Anmerkungen) | Anmerkungen |
| Jahr | Titel Album                                                                | UK | Anmerkungen |
| ---- | -------------------------------------------------------------------------- | --- | ----------- |
| 1989 | Ma and Pa Truth and Soul                                                   | UK95 (1 Wo.)UK |             |
| 1991 | Everyday Sunshine The Reality of My Surroundings                           | UK60 (2 Wo.)UK |             |
| 1993 | Swim Give a Monkey a Brain and He’ll Swear He’s the Center of the Universe | UK54 (1 Wo.)UK |             |

Weitere Singles
- 1985: ? (Modern Industry)
- 1985: Party at Ground Zero
- 1986: When Problems Arise
- 1987: It’s a Wonderful Life
- 1988: Freddie’s Dead
- 1988: Question of Life
- 1990: Bonin’ In The Boneyard
- 1991: Fight the Youth
- 1991: Sunless Saturday
- 1993: Lemon Meringue
- 1993: Black Flowers
- 1993: No Fear
- 1993: Unyielding Conditioning
- 1993: Servitude
- 1996: Alcoholic
- 1997: Crazy Bald Heads
- 2000: The Suffering
- 2002: A Friendly Psychosis
- 2007: Party With Saddam
- 2011: Crazy Glue
- 2013: Whipper Snapper

### Videoalben
- 1991: The Reality of My Surroundings – Past to Present
- 2001: Critical Times – Fishbone’s Hen House Sessions
- 2005: Live in Amsterdam
- 2009: Fishbone Live
- 2012: Everyday Sunshine: The Story of Fishbone